# 新布萊頓塔
新布賴頓塔（英語：New Brighton Tower）是一座位於英格蘭柴郡沃勒西鎮（今默西塞德郡威勒爾都會自治市）新布賴頓的一座鋼構觀光塔。塔樓高567英尺（173公尺），在1898年至1900年間開放時是英國最高的建築。後在第一次世界大戰後因經營不善，業主最後於1919年開始拆除塔樓，其金屬被當作廢料出售。宴會廳所在的大樓直到1969年被大火燒毀。
新布賴頓塔建在廣闊的場地上，其中周圍地區設有能夠划船的湖、遊樂場、花園和一個替超、田徑跑道和摩托車賽道等設施，目前所有的建築群都已不存。

## 沿革

### 選址
1830年，詹姆斯·阿瑟頓 (James Atherton) 購買了位於沃拉西東北角一處被稱為岩點（Rock Point）的大部分土地，該地區與利物浦市和碼頭相對。被阿瑟頓重新命名為新布賴頓，以旅遊景點的目的開始進行開發。
1896年7月，擁有300,000英鎊股本的新集團新布賴頓塔和娛樂公司，購買了被拆除不久的岩點之家（Rock Point House）的地產。並規劃將在該地點上建造一座觀景塔的計畫，旨在與位於蘭開夏郡布莱克浦的布莱克浦塔競爭 ，同時也利用剩餘的地面營造更前者更「優雅」的氛圍。新布賴頓塔和娛樂公司在購買地產後，則擁有超過20英畝（8公頃）的土地，可用於建造周圍的設施群。,

### 興建

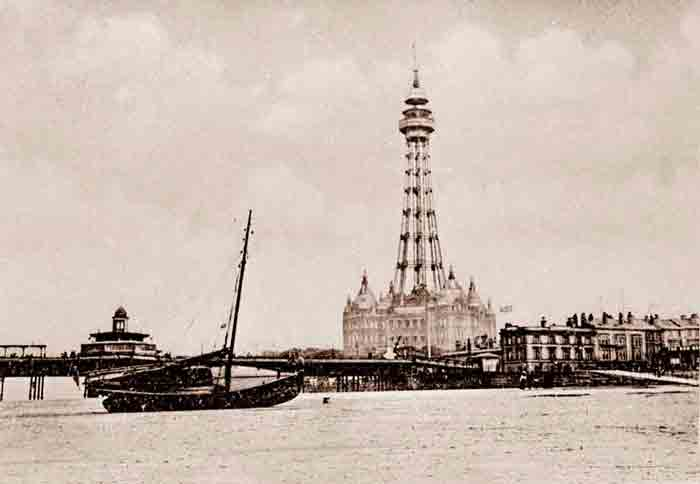
1900年代的新布萊頓塔

儘管公司創始人詹姆斯·麥克斯韋與威廉·查爾斯·圖克在1893年去世，但曾設計布莱克浦塔和紹斯波特冬季花園的麥克斯韋和圖克建築工作室則負責接手該項目的計畫，塔樓的基礎挖掘和鋪設工作則承包給了斯托克波特的威廉·克拉珀姆 (William Clapham)。該塔的主要承包商則是位於德比的安德魯漢迪賽德公司（Andrew Handyside and Company）負責。
最終，新布賴頓塔於1896年6月22日破土動工，1896年7月26日則完成土地購買和合同公告。觀光塔的建設始於1897年7月，並在1898年至1900年之間的某個時間完成，場地曾在1897年之前曾短暫開放。在完工後，新布賴頓塔則成為當時英格蘭最高的建築，高567英尺（173公尺），海拔621英尺（189公尺）。 總共使用1,000長噸（1,000 公噸）的軟鋼或低碳鋼，總計成本為120,000英鎊。
與早期的布莱克浦塔和艾菲爾鐵塔形成對比，新布賴頓塔的兩者結構均使用鍛鐵建造。下方的建築由羅奇代爾的彼得父子建造，其中包含被稱為大舞廳的四層紅磚建築，該建築擁有拱形窗戶和六角形銅圓頂塔樓。
塔樓建造期間曾發生一系列事故導致六名工人死亡，一人重傷。其中兩名男子喬納森·理查森和亞歷山大·斯圖爾特因起重機吊鉤折斷一根大樑，並在掉落到他們站立的腳手架平台後喪生，第三個人約翰·戴利在此事故受了重傷。其他四人後則是不同的事件中因從塔結構上墜落而死亡。 
1898 年，仍在施工的塔樓在172英尺（52公尺）處發生火災，導致新布賴頓消防隊的一名消防員墜落死亡。

## 塔樓
新布萊頓塔在進行宣傳時，經常標榜自身為「帝國最高的建築和最佳的娛樂場所」。進入展館的入場費為一先令（夏季門票費用為10一先令6便士），遊客能夠進入包括花園、運動場、舞廳和劇院等設施，若想登上塔頂的人則要額外繳納六便士的費用。建築物設有一個動物園，裡面展示著巴巴里獅、俄羅斯狼（1914 年有八隻幼崽）、熊、猴子、大象、雄鹿、豹子和其他動物。舞廳上方還有一個鳥舍。塔樓裡面還設有一個射擊場，和一個帶有五張桌子的撞球沙龍廳。
麥克斯韋和圖克使用了耐磨的紅色魯邦磚、赤陶土和石材裝飾了建築，大建築是一座平面圖呈現八角形的建築，塔樓位於其中心。這座約三至四層樓高的建築，在屋頂線條的設計非常引人注目，因為八角形的四個角幾乎被高大的亭子強調著，這些亭子的屋頂相當陡峭，屋頂上還設有沖天爐——林恩·皮爾森 (Lynn Pearson)，《人民的宮殿》

### 觀光塔
新布萊頓塔設有四部電梯，每部都能在90秒內到達頂樓的觀景台，每小時最多可運送2000人。從頂部中可以看到利物浦的天際線、默西河河口和迪河的景觀。在晴朗的日子裡，遊客還可以遙望愛爾蘭海對面的曼島，以及湖區和威爾士山脈的景色。在開業第一年，新布萊頓塔吸引了多達50萬遊客登頂。晚上，新布萊頓塔則會被仙燈照亮。
1909年9月7日，曾有兩名遊客意外被困在塔頂，因為當晚最後一節升降機在在沒有任何著乘客的情況下自行降落。導致工作人員在最後一輪檢查時，並沒有注意到該婦女和12歲的孩子仍在塔上，因此受困在頂樓上的乘客只能在塔上過夜，直到第二天早上10點被工作人員發現。兩名乘客似乎並不太在意這場意外，最終沒有向官員透露姓名就離開了。

### 宴會廳
宴會廳設有彈性地板和舞蹈樂隊舞台。它可以容納一千多對跳舞的舞者，設有一個單獨的區域供舞者們在進入主樓層之前學習舞蹈。宴會廳以白色和金色裝飾，帶有蘭開夏郡城鎮的標誌而成，並設有供觀眾使用的陽台座位。
1897年，作曲家格兰维尔·班托克曾被任命為該舞廳的音樂總監，並在每週約六個小時的時間在交誼廳進行音樂。最初塔仍在建造時，他負責僅戶外演奏的「半軍事樂隊」，他曾擔心塔可能會倒在他和他的團隊身上。根據引用班托克的話：「我們演奏時，塔的鉚接聲……讓我想起了《萊茵的黃金》中的鐵砧音樂。」班托克經常在午休時間為工人演奏，經常可以聽到他們大喊著：「再演奏一遍，老闆（guv'nor）！」。
很快，格蘭維爾就有了一支完整的管弦樂隊，他說服管理委員會允許他在周五和周日舉辦古典音樂會。然後開始舉辦以新作曲家或是以自己作品為主題的高級音樂會，由於時程因素，他未有大量的時間來練習這些作品，僅能利用下午的課程來進行排練，當古典作品傳播到下午節目時，管理層認為他繼續舉辦音樂會在商業上並不可行。最後在塔樓工作三年後，班托克被任命為伯明翰和米德蘭學院音樂學院的校長。
1898年，作曲家爱德华·埃尔加在新布賴頓塔舞廳指揮了他的《謎語變奏曲》。1900年，他在新布賴頓塔指揮了彼得·柴可夫斯基的《悲愴交響曲》。
1956年，舞廳內部曾被大火完全燒毀，但後來經過兩年的修復後恢復原貌並重新開放。
1961年11月10日，披頭士樂隊在新布賴頓塔舞廳為4,000名觀眾表演，舉辦了一場長達五個半小時的音樂會，羅里風暴和颶風、 加里和領跑者組合、雷莫四人組和特大號泰勒和多米諾也在音樂會上演出。 披頭士樂隊曾在該場地演出27次，2011年，新布賴頓在當地豎立了一塊藍色牌匾以示紀念。 此外小理查德和滾石樂隊也曾在宴會廳演出。

### 塔劇院
1898年5月30日，位於塔腿之間的塔劇院開放。該設施能夠容納2,500名觀眾，是當時除了倫敦以外最大的劇院。
劇院在每個季節安排的活動相當不同；有些季節性活動會展示戲劇或歌劇，其他活動則會專注於各種綜藝節目，例如魔術師、喜劇演員和馴獅師等活動。摔跤曾在1903年就在劇院舉行，到1937年已成為每週一次的活動。第二次世界大戰期間，美國人曾利用塔劇院向駐守此地區的部隊進行表演活動。

## 周圍設施

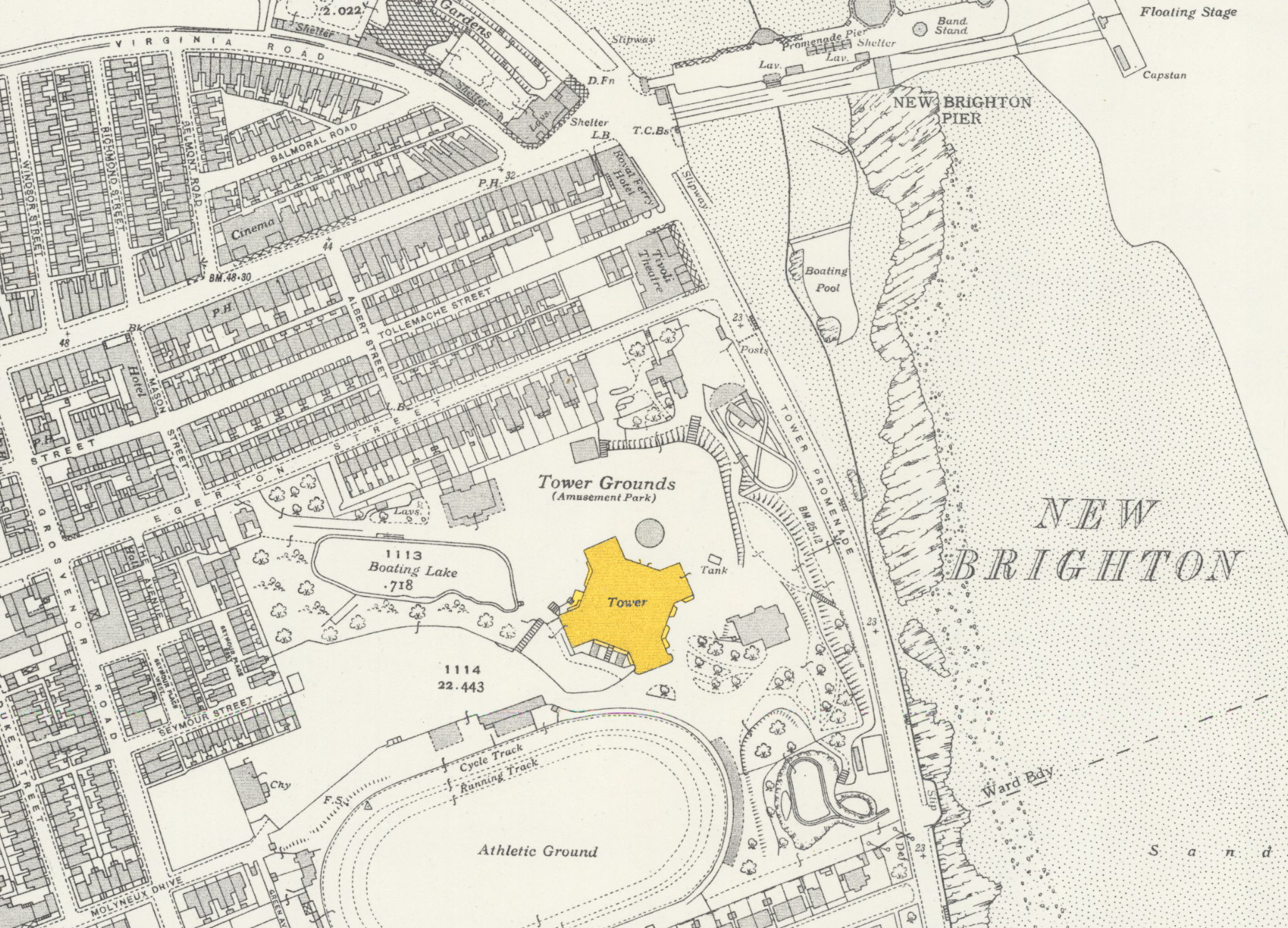
1937年新布萊頓塔的塔體育館周圍地圖。

新布萊頓塔周圍的地面被鐵欄杆圍起來，整個園區的花園道路、小徑在夜間被30,000盞由紅色、白色和綠色組成的仙女燈照亮。塔邊的周圍場地則設有一個樂隊看台、舞台、噴泉、海豹池和網球場。花園責備分成樹木繁茂的區域、並設有假山和花壇。地面上有一個湖，設有約130英尺（40公尺）的滑水道、帶有威尼斯船夫的貢多拉。此外，一些附屬場所提供茶點，包括一家可容納多達700人的日本餐廳、巴黎茶園、可容納400人的岩點城堡餐廳（Rock Point Castle）和一家阿爾及利亞咖啡館。
塔的附近設有一個永久性遊樂場，遊樂設施包括死亡之牆、驢德比賽、喜馬拉雅字形鐵路等。為了方便從長廊入口進入塔樓，該遊樂場還引入了升降椅。 1898–99 年，一位名叫哈迪的雜技演員在塔上表演了一個沒有安全網，在舞蹈平台上方100 英尺（30公尺）的高空鋼管表演。1908年，「喜馬拉雅鐵路」被觀光鐵路取代。

### 體育館
新布萊頓塔曾在附近的田徑場內劃出一塊區域，並將其命名為塔體育館（Tower Athletic Ground）。該設施群包括一個於1896年開放的體育場；周圍環繞著跑道和自行車道。球場兩邊都有帶頂棚的看台，設有站立區。是是英格蘭北部最大的運動和摩托車賽道場。最初興建館舍的用意，則是為方便在冬季來到塔樓參觀的遊客，以提供額外的娛樂活動。場地的容量並沒有準確的數據，據稱有一次的活動曾有高達100,000人進入會場。
新布賴頓塔娛樂公司曾組建了一支名為新布萊頓塔足球俱樂部的足球隊，併申請加入蘭開夏聯盟。該隊在1897-98賽季開始時加入，並迅速贏得多次聯賽的冠軍。足球俱樂部後來曾申請加入英格兰足球联赛。雖然聯賽主辦方最初曾拒絕他們的要求，但當聯賽決定將二級聯賽擴大到四級俱樂部後，新布萊頓塔足球俱樂部正式加入了俱樂部。他們則繼續比賽，直到1901年。公司在缺失球迷支持以及額外的經濟考量，最終解散了足球俱樂部。
自完工之初，塔體育館便作為當地的多功能體育場所使用，因此該場館也也可用於田徑比賽，體育館的跑道曾於1922年7月舉辦了UCI世界錦標賽。 直到1933年，田徑跑道被摩托車賽車場取代。
1911年，體育館在舉辦摩托車比賽時，選手T.亨肖（T. Henshaw）的摩托車以大約每小時50英里（80公里/小時）的速度撞到6名觀眾，除了導致亨肖嚴重骨折，還造成一名婦女腦部嚴重受傷。在1959年5月18日的另一起事件中，有 5 人在觀看摩托車特技時受傷，當時由於3公尺寬的看台部分倒塌，導致現場的觀眾從4.6公尺的高度跌落到地面。
在其他意外事件方面，在1919年5月15日，曾有一場大火燒毀了體育館的看台。第二次世界大戰期間，美國陸軍接管了塔體育館作為軍事車輛的存儲設施，戰爭結束後，體育場作為新布萊頓協會足球俱樂部的主場館重新開放，直到1977年被賣給了沃拉西住房公司（Wallasey Housing Corporation）後，體育館才被拆除。

#### 展覽
1900年，塔體育館曾舉辦阿散蒂村的團體訪問，其中100名來自西非的阿散蒂人在體育館重建了一個阿散蒂聚落，並向前往參觀的遊客介紹和銷售他們的文化、商品等物。此外也曾舉辦一個流動電影院生物鏡秀的節目，向多達2,000名觀眾展示最新的戰時照片。
1907年夏天，專門為模擬鐵路旅行而建造的遊樂設施黑爾的世界之旅曾來到塔體育館進行巡迴展覽。

## 拆除

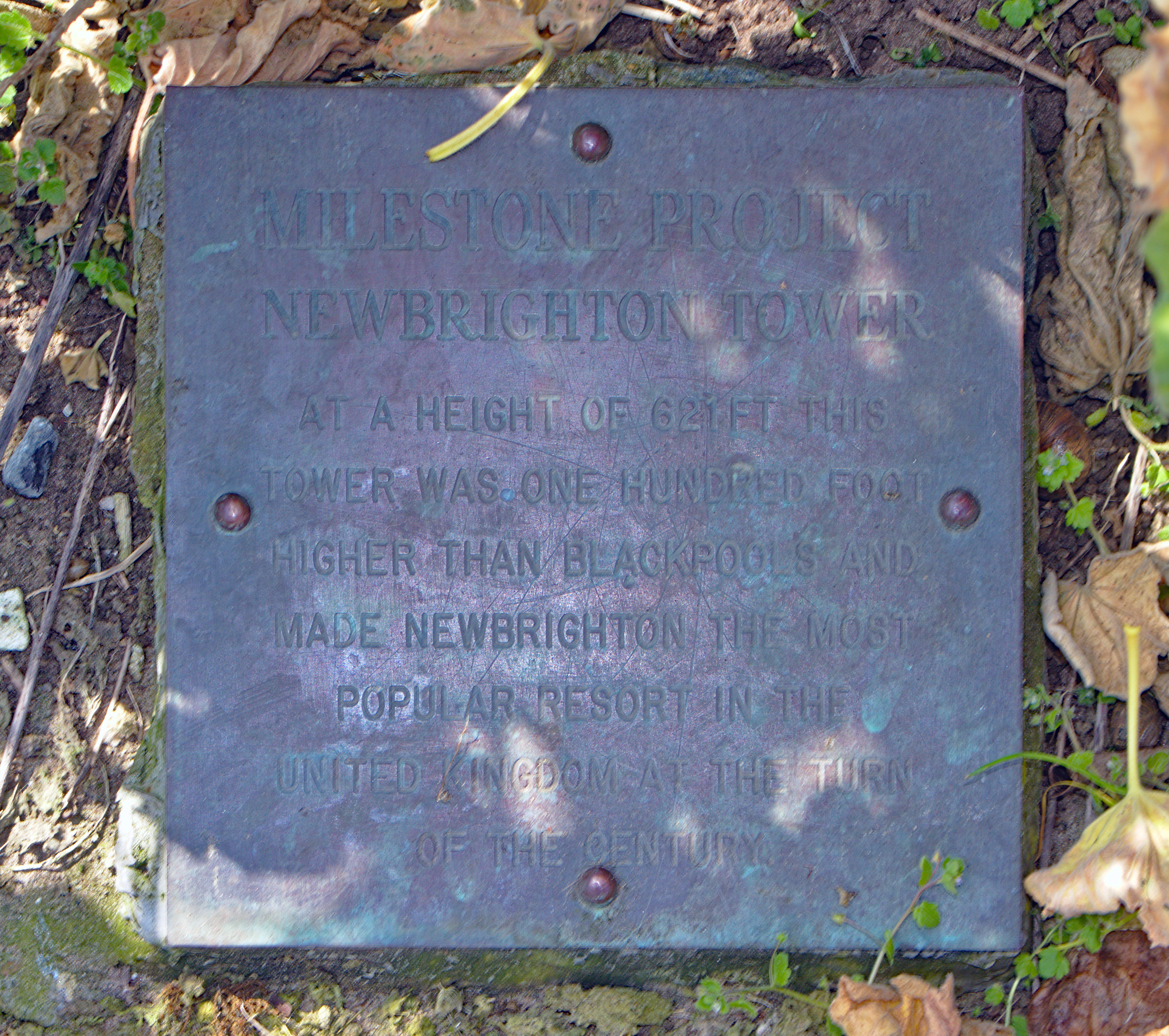
新布萊頓塔牌匾

在第一次世界大戰爆發後，新布賴頓塔由於在此期間未能得到維護，很快便面臨結構生鏽的問題，塔樓最後於1914年關閉，在戰爭期間，當地政府曾試圖以金屬購買這座塔，戰爭結束後，拆除塔樓的決定依然仍在討論；一些人仍然認為若新布萊頓塔的結構是安全的話依然還能夠進行修復。然而，最終新布萊頓塔在1919年開始拆除，到1921年只剩下舞廳仍存。新布萊頓塔的金屬最後被賣給廢品經銷商。
在此後，新布萊頓塔一直是是英國拆除的最高建築物，直到在2016年9月7日，糧食發電廠的煙囪被拆除後才被打破紀錄。
1969年4月5日，新布萊頓塔僅存的舞廳因原因不明的火災而遭到燒毀。田徑場和體育館地區後來被收購後建造了一個新的住宅區，1997年，威勒爾委員原訂在新布賴頓建造一座新塔樓的計畫，然而最終在千禧年資金的競標失敗後，該計畫被迫中止。

## 外部連結
- New Brighton History Site: New Brighton Tower （页面存档备份，存于）
- Little Richard & The Beatles at New Brighton Tower, October 1962
- History of Wallasey （页面存档备份，存于）
- Structurae数据库中New Brighton Tower的数据